# Síndrome de arritmia súbita mortal
El síndrome de arritmia súbita mortal (SASM) consiste en una muerte inesperada y repentina que puede ocurrirle a adolescentes y adultos, principalmente durante el sueño. Un tipo  relativamente común de este síndrome es conocido como síndrome de Brugada.
Los síndromes de muerte súbita son raros en la mayoría de las áreas alrededor del mundo. Este tipo de síndromes ocurren en poblaciones que son cultural y genéticamente distintivas, por lo que cuando personas de estas poblaciones emigran, llevan consigo su vulnerabilidad. Los primeros casos detectados de síndromes de muerte súbita datan del año 1977 entre los refugiados de la etnia Miao, procedentes del sudeste asiático, y afincados en los Estados Unidos y Canadá. La enfermedad también fue detectada en Singapur mediante una encuesta retrospectiva de registros que mostró que 230 trabajadores extranjeros aparentemente sanos procedentes de Tailandia murieron de modo repentino sin causas explicadas entre 1982 y 1990.

## Causas
Las muerte súbita en una persona joven puede ser causada por problemas cardíacos (incluyendo miocardiopatía, cardiopatía congénita, miocarditis, conectivopatía genética, o enfermedades circulatorias), enfermedades vinculadas a medicamentos y otras causas. Las enfermedades raras conocidas como canalopatías también pueden tener un rol relevante, como es el caso del síndrome del QT largo (SQTL), el síndrome de Brugada, la TVCP (taquicardía ventricular polimórfica catecolaminérgica), el DCCP (defecto de conducción cardíaco progresivo), el síndrome de repolarización temprana, la enfermedad del canal de sodio mixto, o el síndrome de QT corto. No hay causas de muerte identificadas, incluso después de un examen extensivo, en el 5% de los casos. [aclaración necesitada]
Los examinadores médicos han tenido en cuenta varios factores, como nutrición, toxicología, cardiopatías, metabolismo, y genética. A pesar de que no hay una causa definitiva conocida, la investigación extensiva mostró que algunas personas de 18 años o mayores que habían padecido SASM habían sufrido de miocardiopatía hipertrófica, una condición en la que el músculo del corazón se agranda de modo extraño sin causas aparentes. Esta es la causa identificada más frecuente en muertes súbitas de jóvenes adultos. En los casos donde las personas experimentan muerte súbita, también es más habitual encontrar que sufrían enfermedad de las arterias coronarias o ateroesclerosis de arterias coronarias, o cualquier nivel de estrés. Aun así, los estudios revelan que las personas experimentaron síntomas tempranos dentro de la semana previa al acontecimiento luctuoso, como dolor de pecho en el ~52% de las víctimas, disnea en el ~22%, síncope en el ~7% y 19% ~que no experimentaron ningún síntoma. Estudios científicos han asociado este síndrome con mutaciones en el gen SCN5A que afectan la función del corazón. Aun así, todas las  autopsias hechas en víctimas que sufrieron este síndrome dieron resultados negativos.
En Tailandia, Laos, y Filipinas, el bangungot (nombre local del síndrome de muerte súbita en adultos) está causado por el síndrome de Brugada.

## Diagnosis
La diagnosis normalmente ocurre post mortem.

## Tratamiento
La única manera probada para impedir el SARM es con un desfibrilador automático implantable. Antiarrítmicos orales como propranolol son ineficaces.

## Epidemiología
En 1980 un patrón reportado de muertes repentinas llamó la atención de los Centros para Control de Enfermedad. La primera muerte repentina reportada ocurrió en 1948 cuando hubo 81 muertes similares de hombres filipinos en Oahu, la isla más poblada de Hawái. Aun así, no fue un hecho relevante porque no había ningún patrón asociado a tales muertes. Con el paso del tiempo, el síndrome fue volviéndose más significativo. Alrededor de los años 1981-1982, la tasa anual en los Estados Unidos era alta, con 92/100,000 entre Laosianos-Miao, 82/100,000 entre otros grupos étnicos laosianos, y 59/100,000 entre camboyanos. Esta tasa elevada es la causa por la que el patrón de muertes repentinas e inesperadas en asiáticos llamó la atención en los Estados Unidos.

### Asia
Los inmigrantes del sudeste asiático, quienes mayoritariamente huían de la Guerra de Vietnam, son los que más a menudo han manifestado este síndrome, posicionando al Sureste asiático como el área del planeta que contiene más personas afectadas con este cuadro clínico fatal. Hay otras poblaciones asiáticas que también han sido afectadas, como filipinos e inmigrantes chinos en las Filipinas, japoneses en Japón, y guameños en los Estados Unidos y Guam. Estos inmigrantes que manifestaron el síndrome tenían aproximadamente 33 años, parecían sanos y, exceptuando un caso en los refugiados Laosianos-Miao, eran hombres. La condición parece afectar principalmente a jóvenes hombres Miao de Laos (edad media 33 años) y habitantes de Tailandia nororiental (dónde la población es principalmente de origen laosiano).

## Historia

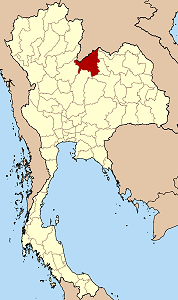
Mapa de Tailandia en la que se destaca la provincia de Loei.

Los Laosianos-Miao fueron elegidos para el estudio por tener la tasa más alta de muertes durante el sueño en Estados Unidos. Eran originarios del sur de China y de zonas altas de Vietnam del norte, Laos, y Tailandia. La locación seleccionada para el estudio fue el Campo de Refugiados de Ban Vinai, Loei, una de las provincias menos pobladas de Tailandia a unos 15 kilómetros del límite con Laos. El estudio tuvo lugar entre octubre de 1982 y junio de 1983 cuando este síndrome se volvió un asunto de relevancia. El Campo de Refugiados de Ban Vinai fue la locación seleccionada debido a que poseía 33,000 refugiados en 1982, que presentaban la mayor población de víctimas. Debido a que este síndrome ocurre más habitualmente en estos hombres en particular, los investigadores creyeron más efectivo estudiar la población de la que emigraron en vez de estudiar las víctimas dentro de la propia población inmigrante de Estados Unidos. A causa de motivos religiosos, los hombres Miao dentro del campo de refugiados mencionado no podían recibir autopsias; por lo que los únicos resultados e investigaciones obtenidos provienen de víctimas fuera de esa religión o zona geográfica. Las entrevistas estuvieron coordinadas con el pariente más próximo que vivió con la víctima, presenció la muerte, o encontró el cuerpo. Además fueron de final abierto, permitiendo al entrevistado que describa lo que presenció y cuáles pudieron ser los eventos previos que ellos creyeran que fueran relevantes en la muerte de la víctima. Los entrevistadores también recogieron información extra como el historial de enfermedades, las circunstancias de la muerte, las condiciones demográficas de base, y registros de cualquier trastorno de sueño existente. De este modo se creó una genealogía que incluía a todos los parientes con su estados vital y circunstancias de la muerte en los casos que correspondían..

## Sociedad y cultura
En una revista médica, un autor ha sugerido que en la cultura Miao se atribuye este tipo de muertes a sus propias creencias espirituales, que explican este tipo de eventos cómo ataques de espíritus nocturnos. En Indonesia se denominan digeuton, concepto que se traduce como "presionado" a causa de la supuesta presión de un demonio sobre el pecho. En China  se llama bèi guǐ yā, que traducido es "atrapado por un fantasma". Los holandeses anuncian la presencia de una nachtmerrie, "noche del íncubo". El "merrie" proviene del término holandés medio "mare", un íncubo que reposa en el pecho de las personas, asfixiándolas. Este fenómeno es conocido entre los habitantes Miao de Laos, quienes adscriben estas muertes a un espíritu maligno, dab tsuam (pronunciado "dah chua"), que se dice toma la forma de una mujer celosa.
Durante las décadas de 1970 y 1980, cuándo un brote de este síndrome empezó, muchos de los habitantes del Sudeste Asiático no fueron capaces de realizar sus prácticas de adoración correctamente debido a la guerrilla, producto de la guerra de Vietnam que afectaba la región, entre el gobierno de Laos y el de los Estados Unidos. Los Miao creen que cuando no realizan sus oraciones de modo correcto, no desarrollan sus rituales adecuadamente u olvidan el sacrificio, los espíritus de sus ancestros o de la región no los protegen, permitiendo que los espíritus malignos los ataquen. Estos ataques inducen una pesadilla que conlleva a un parálisis del sueño en la que la víctima es consciente de la presión en su pecho. Es también común presentar un estado REM fuera de secuencia, en el que hay una mezcla de estados cerebrales que están normalmente separados. Después de la guerra, el gobierno de Estados Unidos distribuyó a los Miao del país a lo largo de 53 ciudades diferentes. Ni bien estas pesadillas se iniciaron, se recomendaba la asistencia de un chamán para la protección psíquica de los espíritus del sueño. Aun así, esparcidos a través de 53 ciudades diferentes, estas víctimas no tuvieron ningún acceso a ningún chamán adecuado para protegerles de este síndrome.
La gente Miao creía que rechazando el papel de convertirse en chamanes, son llevados al mundo de los espíritus. 
Bangungot es descrito en Filipinas como una criatura mitológica llamada Batibat. Esta criatura similar a una bruja se sienta en la cara o el pecho de la víctima con objeto de inmovilizarla y asfixiarla. Cuándo esto ocurre, la víctima normalmente experimenta parálisis.

### Nombres ingleses
A continuación se detallan los diversos nombres con que se puede denominar el síndrome, junto con sus acrónimos, en idioma inglés.
| Nombre                                      | Acrónimo | Notas                        |
| ------------------------------------------- | -------- | ---------------------------- |
| Sudden unexpected death syndrome            | SUDS     |                              |
| Sudden unexplained death syndrome           | SUDS     |                              |
| Sudden unexpected nocturnal death syndrome  | SUNDS    |                              |
| Sudden unexplained nocturnal death syndrome | SUNDS    |                              |
| Sudden adult death syndrome                 | SADS     | (Paralelo en forma con SIDS) |
| Sudden arrhythmia death syndrome            | SADS     |                              |
| Sudden arrhythmic death syndrome            | SADS     |                              |
| Sudden arrhytmic cardiac death              | —        |                              |
| Bed death                                   | —        |                              |

### Nombres otras lenguas
| Plazo                           | Lengua    | Notas |
| ------------------------------- | --------- | --- |
| bangungot o urom                | Filipino  | El término originado de la palabra en tagalo que significa "para crecer y gemir en sueños". Es también en tagalo la palabra para pesadilla. |
| dab tsog                        | Miao      | dab tsog significa 'fantasma" |
| lai tai                         | Tailandés | (en tailandés: ใหลตาย; que significa "sueña y muere")                                                                                       |
| dolyeonsa                       | Coreano   | |
| Enfermedad de pokkuri           | Japonés   | |
| ya thoom [La cita necesitada]   | Árabe     | |
| albarsty (en kirguís: албарсты) | Kyrgyz    | |